# Russkaja Polana (osiedle typu miejskiego)
Russkaja Polana (ros. Русская Поляна) – osiedle typu miejskiego w Rosji, w obwodzie omskim, ośrodek administracyjny rejonu russkopolańskiego. W 2010 liczyło 5922 mieszkańców.